# 希思羅機場控股公司
希思罗机场控股公司（英語：Heathrow Airport Holdings Limited）是一家私人公司，擁有和管理著英國倫敦的希思羅機場。

## 歷史
其前身是英国机场管理局（British Airports Authority），按照1966年機場管理局法成立，以接管數個英國的國有機場。1985年因應英國政府的私營化政策，按1986年機場法改組成商業公司，改名為BAA plc，在倫敦證券交易所上市，曾經是富時100指數的組成部分之一。
2006年7月，BAA plc被西班牙法羅里奧集團以100億英鎊收購，名稱改為BAA Limited。2012年10月改現名。2014年10月16日將旗下的格拉斯哥、南安普頓和阿伯丁機場全部賣給法羅里奧和麥格理銀行組成的財團AGS機場公司（AGS Airports Ltd），售價10億英鎊，僅留下希思羅機場。

## 所有者
希思罗机场的所有者多为政府投资公司。
| 所有人               | 股份   |
| -------------------- | ------ |
| 法罗里奥集团         | 25%    |
| 卡塔尔投资局         | 20%    |
| 魁北克储蓄投资集团   | 12.62% |
| 新加坡政府投资公司   | 11.20% |
| 美国阿林达资本       | 11.18% |
| 中国投资有限责任公司 | 10%    |
| 英国大学退休金计划   | 10%    |

## 外部連結
- https://www.heathrow.com/company （页面存档备份，存于）